# 裸の特異点
裸の特異点（はだかのとくいてん、naked singularity）は、一般相対性理論における用語で、事象の地平面 (event horizon) に囲まれていない、時空の特異点である。
通常、ブラックホールの特異点は、光も出て行くことができない空間に囲まれており、その外側にいる我々がその特異点を直接観測することはできない。つまり、特異点の情報は外に伝わらないため、事象の地平面の外側では特異点の存在にかかわらず、物理現象・因果律を議論することができる。それに対して、裸の特異点では、物質密度が無限大となる点あるいは時空の曲率が無限大となる点が、外側から観測することができてしまうことを意味する。
ブラックホール外部の因果関係に関わる形で、このような無限大の量を含む点が存在すれば、一般相対性理論は破綻するので、既存の理論では因果関係を予測することができなくなる。一般相対性理論自身の解として特異点が予言されることは事実であるが、はたして裸の特異点が存在するのかどうかが長い間の理論上の問題となっている。ペンローズは、このような裸の特異点は自然界には発生しないだろうと予想して宇宙検閲官仮説 (cosmic censorship conjecture) を唱え、特異点は必ず事象の地平面によって隠される、と考えた。
1992年にシャピーロとトイコルスキーによって示された円盤状の塵 (dust) の崩壊のシミュレーションでは、崩壊した軸上の少し外れた点において、曲率は無限大に破綻した。このシミュレーションでは事象の地平線ができなかったので、裸の特異点が形成されたと考えられた。この結果は、宇宙検閲官仮説が破れた例であるといえる。
また、1993年にチョプティックが、ブラックホール形成に対する臨界現象を数値計算で発見した。それによると、球対称時空のスカラー場の重力崩壊においては、ブラックホールが形成されるかどうかの臨界点付近ではスカラー場の初期振幅とブラックホールの質量との間に、冪則の関係があることが示された。この結果は、宇宙検閲官仮説が破れる可能性があることを示唆する。
ホーキングは、キップ・ソーンと「宇宙検閲官仮説」は守られるかどうかで賭けをしていたが、これらのシミュレーション結果を受けて、数年後、負けを認めた（その後、物理的条件をより厳密にした賭けを続けているが）。
現在の理論で裸の特異点が存在するとしても、量子重力理論が完成すれば回避されるのではないか、と期待されている。

## フィクションにおける裸の特異点
- M・ジョン・ハリスンの小説の《ライト》シリーズ（ライト、Nova Swing、Empty Space） - 人類の裸の特異点の探求に焦点を当てている。
- James C. Glassによる「Dark Peril」- 奇妙な宇宙現象を調査していた2つの小さな宇宙船は揺れ始め、その領域を離れることができなかった。ある乗組員が、自分達はブラックホールまたは裸の特異点のエルゴ圏に閉じ込められていることに気付く。物語は複数のブラックホールまたは特異点のクラスターと、この一見不可避の状況を乗り切るために乗組員が行うことを説明している。
- スティーヴン・バクスターによる小説『ジーリー』シリーズ - 超種族ジーリーが裸の特異点を生み出すため宇宙ひもで織り上げた直径1000万光年の巨大なリングを作成する。莫大な質量のリングを操作することで、カー・ブラックホールにリング状特異点を発生させ、別の宇宙への脱出経路が作られる。
- 2004年のテレビドラマGALACTICA/ギャラクティカ第4シーズン「黎明期」 - サイロンのコロニーは裸の特異点を周回している。
- ピーター・F・ハミルトンの小説《ナイツ・ドーン》三部作 - 眠れる神は、裸の特異点であると作中で信じられている。
- クリストファー・ノーランの映画『インターステラー』 - ブラックホールに落ちたクーパーはTARSにブラックホール内部のデータを収集するよう命じる。その後、クーパーは時空を超越した4次元超立方体テサラクトの空間にいた。クーパーはTARSに収集させた特異点のデータを、現在のマーフのアナログ時計の秒針で表現し伝えようとする。
- 5pbのゲーム『STEINS;GATE』 -  「タイムリープマシン」で過去の時間に送信できるよう、主人公自身の記憶を圧縮する際に裸の特異点が使われる。
- ヴォンダ・マッキンタイアの1981年のスタートレック小説 - タイムトラベル実験により裸の特異点はエントロピー効果の副作用であることが判明した。タイムトラベル実験が停止されていない場合は、宇宙を破壊する恐れがあった。
- 石川雅之の漫画『惑わない星』(連載中) - 及川が｢外｣の世界を探索しようとすると一定距離で何らかの警告が発せられて帰還を指示され､無視すると意識を失って観測できない｡｢夏休みの終わり｣以前の人間が宇宙検閲官仮説により｢未来の子供達｣に対して隠している秘密が裸の特異点であることが第5巻の｢おまけ｣(あとがき)で示唆されている｡